# Bureta
Bureta là một đô thị ở tỉnh Zaragoza, Aragon, Tây Ban Nha. Theo điều tra dân số 2004 của Viện thống kê Tây Ban Nha (INE), đô thị này có dân số là 303 người. Diện tích đô thị này là 11 ki-lô-mét vuông.
Bureta nằm ở độ cao 363 m trên mực nước biển. Khoảng cách đến thủ phủ Zaragoza là 65 km.